# Nginamau Lukiesamo
Ngynamau Lukiesamo est un sculpteur congolais (république démocratique du Congo), né à Matadi le 27 juin 1940. Il étudie pendant sept ans à l’Académie des beaux-arts de Kinshasa où il obtient son diplôme en sculpture. En 1966, il participe au festival mondial des arts nègres à Dakar et expose l’année suivante à Paris. Certaines de ses statues sont exposés à l’Institut des musées nationaux du Congo (INMC) à Kinshasa.